# Fulke Greville
Fulke Greville (Alcester, Warwickshire, 3 d'octubre de 1554 - Malborough, 30 de setembre de 1628) fou un poeta, dramaturg i estadista anglès. Descendent d'una il·lustre família, estudià al Eton College i a la Universitat d'Oxford i fou primer patge de Jordi III, després secretari de lord Bathurst, i, per acabar, governador de Jamaica. També va pertànyer al Consell Privat. És conegut principalment per una obra en forma de dietari que es publicà després de la seva mort amb el títol de The Greville Memoirs (8 volums., Londres, 1875-77), la qual conté informacions molt interessants vers la seva època i notables semblances polítiques. A més, va escriure un gran nombre de fulletons i articles.